# Dandy (sång)
"Dandy" är en sång från 1977, skriven av Harpo och Bengt Palmers. Den finns inte med på något av hans studioalbum, utan utgavs första gången på samlingsalbumet Harpo Hits! (1977). Den utgavs även som singel samma år.
Skivan producerades och arrangeras av Palmers. Som B-sida valdes låten "Rock 'n' Roll Clown", även den skriven av Harpo och Palmers.
"Dandy" låg sju veckor på Svensktoppen 1977, med en åttondeplacering som främsta merit.

## Låtlista
1. "Dandy"
2. "Rock 'n' Roll Clown"